# 広島女子商短期大学
広島女子商短期大学（ひろしまじょししょうたんきだいがく、英語: Hiroshima Women's Commercial College）は、広島県安芸郡坂町10680に本部を置いていた日本の私立大学である。1989年に設置され、2001年に廃止された。

## 概要

### 大学全体
- 広島県安芸郡坂町に所在した日本の私立短期大学で、設置主体は学校法人広島女子商学園。
- 1989年に1学科で入学定員は150名体制で開学[2]。
- 1999年の入学生を最後に[注釈 2]、2001年に短期大学としての使命を終える[5]。

### 教育および研究
- 広島女子商短期大学には商科が設けられていた。カリキュラム内容は、OA機器やコンピューターなどの情報機器を駆使するための技術や知識のほか、簿記をはじめとした経理実務能力の養成をねらいとした「商業実務」、経営の基礎知識を学ぶとともに、秘書として必要な知識や技術・教養などを学ぶ「秘書」の各コースがあった。両コースの必修科目として「商学概論」・「保険論」・「経営学」・「情報処理論」・「会計学原理」・「マーケティング論」・「交通論」・「経営管理論」・「簿記原理」などがあった。

### 学風および特色
- 広島女子商短期大学は情報化・国際化の進展する新たな時代の多様な価値観に対応できる、品性豊かな女子実務者の育成がねらいとされていた。
- 「商業」や「商科」といった名称ではなく「商」短期大学というユニークな名前の短大でもあった。
- 制服の着用が義務付けられていた。

## 沿革
- 1988年
  - 12月22日 左記を以て文部省[注 1]より短期大学の設置が認可される[6]。
- 1989年
  - 4月1日 広島女子商短期大学が以下の学科体制にて開学する。
    - 商科 入学定員150名

  - 5月1日 学生数 女212[7]/定員150
- xxxx年
  - 4月1日 入学定員150→200に増員。
- 1999年
  - 4月1日 学生募集最終となる[注釈 2]。
  - 5月1日 学生数 女218[8]/定員200
- 2001年
  - 7月30日 左記を以て正式に廃止[5]。

## 基礎データ

### 所在地
- 広島県安芸郡坂町10680[注釈 1]

## 教育および研究

### 組織

#### 学科
- 商科 入学定員200名[注 2]

#### 専攻科
- なし

#### 別科
- なし

#### 取得資格について
- 秘書士資格

### 研究
- 『広島女子商短期大学紀要』[1]

## 大学関係者と組織

### 大学関係者一覧
歴代学長
- 平田嘉三

### 系列校
- 広島翔洋高等学校（旧・広島女子商業高等学校→広島安芸女子大学高等学校→立志舘広島高等学校→広島女子商学園高等学校）

## 卒業後の進路について

### 就職について
- 金融機関・保険・製造業・流通関連など就職先は多岐にわたっていた[10]。

### 編入学・進学実績
- 山陽女子短期大学ほか[11]